# Semipalatinsk
Seméj (kazaško Семе́й, Semej, rusko Семипала́тинск/Семе́й) do leta 2007 znan kot Semipalatinsk (kazaško Семипалатинск, rusko: Семипалатинск), v letih 1917–1920 pa kot Alaš-kala (kazaško Алаш-қала, Alash-qala), je mesto v Kazahstanu, v Vzhodno Kazaški regiji in v kazahstanskem delu Sibirije. Leži ob reki Irtiš in je blizu meje z Rusijo, približno 1000 kilometrov severno od Almatija in 700 kilometrov jugovzhodno od ruskega mesta Omsk. Po popisu v letu 2009 je mesto imelo 299.264 prebivalcev.

## Zgodovina
Prvo rusko naselje na tem območju izvira iz leta 1718, ko je Rusija zgradila utrdbo ob reki Irtiš, v bližini razvalin starodavnega budističnega samostana, kjer je bilo mogoče videti sedem stavb. Utrdba (in pozneje mesto) je bila po samostanu poimenovana Semipalatinsk (rusko za 'Sedem delno mesto'). Trdnjava je pogosto trpela zaradi poplav in snežnih metežev, ko je reka Irtiš narasla.
Leta 1778 je bila utrdba preseljena 18 kilometrov navzgor proti manj poplavljenim tlom. Okrog utrdbe se je razvilo majhno mesto in je v veliki meri služilo rečni trgovini med nomadskimi ljudstvi Srednje Azije in rastočim Ruskim cesarstvom. Gradnja železniške proge Turkestan – Sibirija v začetku 20. stoletja je dodala pomembnost mestu, zaradi česar je postal glavna tranzitna točka med Srednjo Azijo in Sibirijo. 19. maja 1854 je bil Semipalatinsk imenovan za glavno mesto Semipalatinske oblasti znotraj Ruskega imperija.
Med letoma 1917 in 1920 je mesto delovalo kot prestolnica večinoma nepriznane Alaške avtonomije, države (1917-1920), ustanovljene po izbruhu oktobrske revolucije v Rusiji. Mesto se je v letih Alaške avtonomije imenovalo Alash-qala. Sile Rdeče armade, zveste Petrogradu, so nadzorovale območje leta 1920. Do 17. januarja 1928 je bilo središče gubernije Semipalatinsk, nato med 17. januarjem 1928 in 14. oktobrom 1939 v Kazahstanske oblasti ter na koncu med letoma 1939 in 1997 Semipalatinske oblasti.
Leta 1949 je sovjetski program za atomsko bombo izbral območje v stepi 150 km  zahodno od mesta kot kraj za testiranje novega orožja. Kurčatov (tajno mesto v središču testnega območja, imenovanega po Igorju Kurčatovu, očetu sovjetske atomske bombe), je bil desetletja dom številnim najsvetlejšim zvezdam sovjetske znanosti o orožju. Sovjetska zveza je od prve eksplozije leta 1949 do leta 1989 upravljala jedrski testni poligon Semipalatinsk in tam izvedla 456 jedrskih preizkusov, vključno 340 podzemnih in 116 nadzemnih.
Semej je od svoje atomske blaginje utrpel resne vplive na okolje in zdravje: jedrske padavine zaradi atmosferskih preizkusov in nenadzorovana izpostavljenost delavcev, ki so večinoma živeli v mestu, so povzročili visoke stopnje raka, otroško levkemijo, impotenco, in prirojene napake med prebivalci Semeja in sosednjih vasi. 

### Sodobnost
Moderni Semej, živahno univerzitetno mesto, ima več kot 300.000 prebivalcev. Zaradi bližine kazahstanske meje z Rusko federacijo in velike znanstvene skupnosti, ki je povezana z laboratoriji STS in univerzo, ki vključuje veliko Rusov, naj bi imel Semej bolj ruski značaj kot druga mesta v Kazahstanu.
Semipalatinska oblast se je 23. maja 1997 združila z večjo Vzhodnokazahstansko oblastjo, katere glavno mesto je Öskemen.
Semejski most, viseči most čez reko Irtiš, povezuje dva glavna dela Semeja. Glavni razpon ima 750 metrov, skupna dolžina je 1086 metrov. Gradnja se je začela leta 1998, za promet so ga odprli novembra 2000.
Leta 2007 je mestni svet Semipalatinska soglasno glasoval za spremembo imena mesta v Semej. Predsednik je dejal, da ima obstoječe ime negativne konotacije zaradi obsežnega atomskega testiranja.

## Geografija
Semej leži v regiji Vzhodni Kazahstan približno 530 km od mejnega trikotnika Rusija - Kitajska in Kazahstan. Je drugo največje mesto za upravnim središčem Öskemen (Ust-Kamenogorsk) in eno od dveh večjih mest v Vzhodnem Kazahstanu. Irtiš teče skozi mesto od juga proti severu. Površina mesta je 210 km².
Semej je od mesta Öskemen oddaljen 240 km. Geografsko središče Evrazije je 40 km zahodno v gorah na 50 ° severne širine in 80 ° vzhodne dolžine.
Podnebje v regiji je vlažno in celinsko. Tipična so sezonska nihanja temperature z vročimi poletji in hladnimi zimami. Vse leto prevladujejo vlažne razmere. Padavine so v primerjavi z drugimi regijami majhne, poleti pa je jasnine največ.
Povprečna letna temperatura je 3,5 ° C. Med letom so zelo velike razlike: pozimi lahko doseže do -45 ° C, poleti pa 45 ° C. Povprečna letna hitrost vetra znaša 2,4 m / s, povprečna letna vlaga 66 odstotkov

## Gospodarstvo
Predvsem sta se v mestu naselila strojni inženiring in industrija. Tu so podjetja, ki proizvajajo cement, armirani beton ali druge gradbene materiale. Predelujejo tudi marmor, granit in skrilavec. Poleg gradbenih materialov v mestu predelajo tudi usnje. Sempezsnab GmbH proizvaja uniforme za kazahstansko vojsko. Tu so sešita tradicionalna oblačila kazahstanskega prebivalstva. Obstaja tudi prehrambna industrija, ki na kazahstanski trg dobavlja mleko, alkoholne pijače (vodka in pivo) ter meso. Največje kazahstansko pekovsko podjetje Vostok ima sedež in proizvodnjo v Semeju.
Na skupni površini 27.700 km², ki jo upravlja mesto Semej, so v letu 2009 obdelali 747,3 ha žita, 3013 ha krompirja in 1224 ha zelenjave. V kmetijskem sektorju je bilo pridelanih 7277 ton mesa, 14.285 ton mleka, 50,8 milijona jajc in 356 ton volne.

### Verske stavbe
Do leta 1917 je bilo v Semeju 17 mošej, od katerih so še danes ohranjene štiri. Od osamosvojitve Kazahstana so bile zgrajene še štiri mošeje.
Dve veliki mošeji ob Irtišu segata v 19. stoletje. Najpomembnejša od obeh je Katedralna mošeja, ki je bila zgrajena od leta 1858 do 1861. Ima dva minareta in stoji južno od središča mesta. Zelena Kamnita mošeja iz prve polovice 19. stoletja je najstarejša mošeja v mestu. Obe strukturi sta najpomembnejša zgodovinska in kulturna spomenika v državi. Maja 2008 se je s podporo Savdske Arabije začela gradnja nove mošeje za 2000 vernikov. 
Večina krščanskih stavb je ruskih pravoslavnih cerkva. Ruska pravoslavna stolnica Vstajenja iz 19. stoletja je največja krščanska cerkev v mestu. Stoji zelo blizu Irtiša in je bila ustanovljena leta 1896. Iz 19. stoletja je tudi samostan Semej s cerkvijo sv. Petra in Pavla.

## Pobratena mesta
Semej je pobraten z:
- Ypres, Belgija